# Фијат G.5
Фиат G.5 је италијански једномоторни спортско-туристички авион из периода пред Други светски рат.

## Пројектовање и развој
Од 1931. године инж. Габриели се бавио пројектовањем једног лаког спортског авиона. Тада су такви авиони били у моди а и авијација је била у невиђеном успону. На крилима таквог расположења Фиат је донео одлуку да се пројектује такав авион. Инжењер Габријели се одлучио за двоседи нискокрилни моноплан мешовите конструкције. 
Први прототип са мотором Фиат А.54 је први пут полетео 30. маја 1933. год. Да би авиону побољшали перформансе, други прототип је прављен са јачим мотором Фиат А.70. Уградњом овг мотора добијен је не само спортски него и акробатски авион. Овај авион је добио ознаку G.5 bis а први пут је полетео 8. марта 1934. године. Производња овог авиона је поверена фијатовој филијали Costruzioni Meccaniche Aeronautiche Società Anonima (CMASA) из Марине ди Пизи.

## Технички опис
Труп авиона G.5 је округлог попречног пресека. Носећа конструкција је направљена од заварених челичних цеви високе чврстоће. Облога комплетног трупа је од офарбаног импрегнираног ватроотпорног платна. Само кљун авиона непосредно иза мотора је обложен алуминијумским лимом, фактички само носач мотора. У трупу су смештена два отворена кокпита у тандем распореду (један иза другог). Оба су опремљена дуплим командама и инструментима неопходних за сигуран лет. Оба кокпита имају заштитне ветробране а задњи има и наслон за главу. Прегледност из првог кокпита, у коме је пилот, је изванредна.
Модел авиона G.5 је опремљен 7-мо цилиндричним радијалним мотором Фиат А.54 снаге 135 KS (101 kW). Док је G.5bis опремљен јачим такође 7-мо цилиндричним радијалним мотором Фиат А.70 снаге 200 KS (149 kW). На вратило оба мотора је наглављена двокрака метална елиса фиксног корака. Мотор је опрамљен лименим прстеном (Товнедов прстен) који усмерава ваздушну струју на цилиндре мотора и тако побољшава хлађење.
Крила су дрврвене конструкције са две рамењаче, трпезног облика за заобљеним крајевима. Облога крила је од шперплоче и платна. Профил крила је средње дебели што омогућава да је крило конзолно и самоносиво. Предња ивица крила била је нормална у односу на труп авиона. Крилца су била направљена од дрвета прекривена платном.
Репне површине код овог авиона су класичне, састоје се од вертикалног и хоризонталних стабилизатора на које су прикључени кормило правца и кормила дубине. Носећа конструкција свих елемената је направљена од рвета а облога  од импрегнираног ватроотпорног платна. Хоризонтални стабилизатори су помоћу косих упорница са доње стране причвршћене за дно трупа.
Стајни трап је фиксан неувлачећи. Састоји се од два предња независна точка (са гумама за напумпавањем) причвршћена за крило и труп авиона. Виљушка која носи полуосовину точка је једним крајем везана за предњу рамењачу а други крај за задњу рамењачу. У стуб који је везан за предњу рамењачу је уграђен амортизер. Да точак не би отишао у страну полуосовина му је везана једном дијагоналом за средину пода трупа. Предњи точкови су обложени аеродинамичким облогама. Испод репа авиона се налази неувлачећи гумени колавирски точак.

## Верзије
- G.5 - поизводни модел са радијалним мотором Фиат А.54 снаге 135 KS (101 kW).
- G.5/2 - прототип са линијским мотором Фиат А.60 снаге 140 KS (104 kW).
- G.5bis - побољшани модел са радијалним мотором Фиат А.70 снаге 200 KS (149 kW).

## Оперативно коришћење
Не зна се тачан број произведених авиона Фиат G.5, кога су углавном куповала и користила приватна лица и аеро клубови као спортско туристички и авион за обуку и тренажу пилота авиона. Највише ових авиона је нестало за време Другог светског рата.

### Сачувани примерци
- Један од сачуваних авиона овог типа је G.5bis ММ.290 регистрационог броја I-BFFI који је изложен у Историјском музеју ваздухопловства у општини Ангуиллара Сабазиа, на језеру Брачано. Овај авион је био у летном стању све до 1959. године.

- Други се чува у Музеју војног ваздухопловства (Museo Storico) у Виња ди Вале, близу Рима[3].

## Земље које су користиле авион
- Италија